# Hamana kella
Hamana kella är en insektsart som beskrevs av Delong och Freytag 1966. Hamana kella ingår i släktet Hamana och familjen dvärgstritar. Inga underarter finns listade i Catalogue of Life.